# Grappenhall
Grappenhall est un village de la banlieue de Warrington, dans le Cheshire en Angleterre.